# Граф Пьотър Алабин (улица в София)
Вижте пояснителната страница за други значения на Алабин.
„Алабин“ е основна централна улица в София. Наречена е на руския общественик и историк Пьотър Алабин.
Разпростира се от площад „Македония“ в западната си част до ул. „Ген. Гурко“ в източната. Пресича се с някои основни софийски пътища като бул. „Витоша“ и ул. „Граф Игнатиев“. По улица „Алабин“ вървят няколко трамвайни линии.

## Обекти
Северна страна
- Съдебна палата (бул. „Витоша“ 2)

Южна страна
- Доходно здание на Димитър Костов (Алабин 36)

Сградата е построена през 1914 година по проект на архитект Наум Торбов.
- Доходно здание на Сабат Фархи (Алабин 38)

Сградата е построена през 1913 година по проект на архитект Никола Лазаров.
В близост до „Алабин“ на ул. „Три уши“ се намира едноименният ъндърграунд клуб „3 уши“.